# Stenares hyaena
Stenares hyaena is een insect uit de familie van de mierenleeuwen (Myrmeleontidae), die tot de orde netvleugeligen (Neuroptera) behoort. 
Stenares hyaena is voor het eerst wetenschappelijk beschreven door Dalman in 1823.